# Nauczyciele (serial telewizyjny)
Nauczyciele (ang. Teachers, 2001–2004) – brytyjski serial komediowy stworzony przez Tima Loane’a.
Światowa premiera serialu miała miejsce 21 marca 2001 roku na brytyjskim kanale Channel 4. Ostatni odcinek serialu został wyemitowany 22 grudnia 2004 roku. W Polsce serial nadawany był dawniej na kanale Comedy Central Polska.

## Fabuła
Serial opowiada o grupie nie do końca dojrzałych nauczycieli.

## Obsada
- Andrew Lincoln jako Simon Casey (I-III seria)
- Adrian Bower jako Brian Steadman (I-III seria)
- Navin Chowdhry jako Kurt McKenna (I-III seria)
- Raquel Cassidy jako Susan Gately (I-II seria)
- Nina Sosanya jako Jenny Paige (I-II seria)
- Tamzin Malleson jako Penny Neville (II-IV seria)
- James Lance jako Matt Harvey (II-III seria)
- Shaun Evans jako John Paul „J.P.” Keating (II seria)
- Vicky Hall jako Lindsay Pearce (III-IV seria)
- Lee Williams jako Ewan Doherty (IV seria)
- Daon Broni jako Damien Waller (IV seria)
- Mathew Horne jako Ben Birkett (IV seria)

i inni